# SoloPad
SoloPad — текстовый редактор наподобие Notepad, позволяющий отслеживать скорость и время набора текста, а также количество исправлений. Тексты можно сохранять в формате .txt, .rtf или MS Word. Программа распространяется бесплатно.